# Дарьина, Елена Николаевна
Еле́на Никола́евна Дарьина (23 февраля 1985) — российская биатлонистка, призёр чемпионата России по биатлону, чемпионка и призёр чемпионата России по летнему биатлону, чемпионка мира по летнему биатлону среди юниоров. Мастер спорта России.

## Биография
Окончила среднюю школу № 21 г. Белорецка, СДЮСШОР по биатлону г. Уфы и Уфимский государственный нефтяной технический университет. Представляла город Белорецк (Башкортостан) и спортивное общество «Динамо». Тренер — Щепарёв Андрей Михайлович.
В 2006 году принимала участие в чемпионате мира среди юниоров в Преск-Айле, заняла 17-е место в спринте и 24-е — в гонке преследования.
В сезоне 2006/07 стала бронзовым призёром чемпионата России по биатлону в командной гонке в составе команды Башкортостана.
Наибольших успехов добивалась в летнем биатлоне. В 2006 году на летнем чемпионате мира среди юниоров в Уфе стала чемпионкой в смешанной эстафете в составе сборной России вместе с Ольгой Заремской, Евгением Пчёлкиным и Алексеем Катренко, а также была шестой в спринте и четвёртой — в гонке преследования. В 2010 году на чемпионате России завоевала бронзовую медаль в масс-старте и серебряную — в эстафете. В 2011 году на чемпионате Европы в Валь-Мартелло заняла 14-е место в спринте и восьмое — в пасьюте. Также в 2011 году стала чемпионкой России в эстафете (кросс) и бронзовым призёром в масс-старте.
В начале 2010-х годов завершила спортивную карьеру.